# La Sinistra (Italia)
La Sinistra è stata un'alleanza elettorale e politica tra partiti politici italiani di orientamento socialista democratico, formatasi nel febbraio del 2019 dall'unione di Sinistra Italiana, Rifondazione Comunista, L'Altra Europa con Tsipras, èViva e Partito del Sud in vista delle elezioni europee del 2019. Di fatto l'alleanza si è interrotta a causa delle diverse scelte in merito alla formazione del secondo governo Conte.

## Storia
La Sinistra è erede diretta de L'Altra Europa con Tsipras, una coalizione di sinistra rappresentante i movimenti contro le politiche di austerità, che raggiunse nelle elezioni europee del 2014 il 4,03% eleggendo tre eurodeputati per il gruppo GUE/NGL. Successivamente, tuttavia, le due principali componenti lasceranno la compagine e nel 2019 la lista L'Altra Europa con Tsipras cesserà ogni attività.
Nel 2017 Sinistra Ecologia Libertà di Nichi Vendola aveva dato vita a Sinistra Italiana, partito che alle elezioni politiche del 2018 sosterrà la lista Liberi e Uguali. Il Partito della Rifondazione Comunista, invece, a tali elezioni ha aderito alla lista di Potere al Popolo!. Nel corso dell'anno però Liberi e Uguali si scioglie a causa di dissidi interni alla lista mentre Rifondazione lascia Potere al Popolo!.
Nel febbraio 2019 in seguito a mesi di trattative fallite con altri partiti, Maurizio Acerbo, segretario di Rifondazione Comunista, lancia la proposta di una lista facente riferimento al Partito della Sinistra Europea in vista delle elezioni europee. A questa proposta aderiscono Sinistra italiana e altri partiti minori. Nel mese di aprile, tramite consultazioni on line viene scelto il simbolo e in seguito presentato insieme al nome e alla rosa dei candidati.
Alle europee del 2019 la lista raccoglie l'1,75% dei voti, senza eleggere nessun eurodeputato. A causa del risultato al di sotto delle aspettative Nicola Fratoianni rassegna le proprie dimissioni da segretario di Sinistra Italiana, aprendo la fase congressuale del partito. Anche Acerbo rassegnerà le proprie dimissioni, ma il Comitato Politico Nazionale del partito le respinge. Il 9 giugno dello stesso anno si tiene la prima assemblea nazionale de La Sinistra, la quale analizza il risultato considerato deludente ma decide di proseguire nel proprio percorso politico.
Di fronte alla crisi del governo Conte I, La Sinistra ha dichiarato di considerare come sola priorità il ritorno alla legge elettorale proporzionale. Tuttavia, con la nascita del governo Conte II, si registra una sostanziale frattura tra le due forze principali della lista: mentre il PRC si colloca all'opposizione del nuovo governo, SI vi esprime un sottosegretario, Giuseppe De Cristofaro, e fa quindi parte della maggioranza.
La spaccatura è confermata in occasione delle elezioni regionali in Emilia-Romagna del gennaio 2020: mentre SI, insieme ad Articolo Uno, sostiene la lista "Emilia-Romagna Coraggiosa" all'interno della coalizione del centro-sinistra, Rifondazione, con il Partito Comunista Italiano e altre forze minori, appoggia un candidato alternativo (Stefano Lugli per "l'Altra Emilia-Romagna").

## Composizione
La lista è stata formata dai seguenti partiti:
| Partito | Partito                                    | Ideologia principale                  | Leader             |
| ------- | ------------------------------------------ | ------------------------------------- | ------------------ |
|         | Sinistra Italiana (SI)                     | Socialismo democratico, Ecosocialismo | Nicola Fratoianni  |
|         | L'Altra Europa con Tsipras (AET)           | Socialismo democratico                | Massimo Torelli    |
|         | Partito del Sud (PdS)                      | Meridionalismo                        | Natale Cuccurese   |
|         | èViva                                      | Ecosocialismo                         | Francesco Laforgia |
|         | Partito della Rifondazione Comunista (PRC) | Comunismo                             | Maurizio Acerbo    |

## Risultati elettorali
| Elezione     | Voti    | %    | Seggi  |
| ------------ | ------- | ---- | ------ |
| Europee 2019 | 465.092 | 1,75 | 0 / 76 |

Elezioni europee del 2019